# Šmartno ob Dreti
Šmartno ob Dreti – wieś w Słowenii, w gminie Nazarje. W 2018 roku liczyła 263 mieszkańców.